# Economia industriale
L'economia industriale è la disciplina economica che studia il modo in cui le imprese interagiscono sia a livello individuale sia come industria per la "produzione di valore" nelle varie forme di mercato, estreme (concorrenza perfetta, monopolio, monopsonio) e intermedie (oligopolio, concorrenza imperfetta), sia in condizioni statiche sia in condizioni dinamiche (ovvero mercati dove variano gli input, la tecnologia e la struttura industriale, e dove quindi l'equilibrio economico può essere ben diverso da quello concorrenziale che si otterrebbe in un contesto statico), in contesti uni e multi-periodali, interagendo strategicamente sia a fini pro-competitivi sia a fini anti-competitivi, tramite integrazioni, ingrandimenti dell'impresa, fusioni, collusioni, comportamenti predatori, discriminazioni e prezzi multipli, innovazione tecnologica, brevetti, campagne pubblicitarie e promozionali, modifiche nella struttura dei costi, economie di rete e altro.

## Modelli
Gli strumenti analitici utilizzati sono quelli della microeconomia. 
I modelli economici applicati in questo campo scientifico sono spiegati per mezzo della teoria dei giochi. Oltre ai modelli statici di base in cui le imprese agiscono in un singolo arco temporale e simultaneamente, si studiano anche modelli dinamici (dove le imprese agiscono sequenzialmente), supergiochi (giochi in cui le imprese agiscono per un orizzonte temporale infinito) e giochi ripetuti limitati nel tempo, in condizioni di perfetta informazione o informazione asimmetrica.
La formula tradizionale del capitalismo industriale : D1 - M - D2 , D1 investimento di una data cifra, M produzione di merce, D2 ricavo dalla vendita delle merci con recupero dei costi più un profitto

## Descrizione
Sviluppatasi nella prima metà del XX secolo, ma riconosciuta come parte della scienze economiche soltanto nel 1941, l'economia industriale tratta del campo di studio della microeconomia e, più precisamente, della teoria dell'impresa che prende l'avvio a partire dalla metà del XVIII secolo specialmente in Inghilterra, ma con varia intensità nei Paesi Bassi, in Francia e altrove, dove si verifica quell'evento di grande rilevanza che viene individuato come rivoluzione industriale.
Contestualmente alla rivoluzione industriale e alle conseguenti trasformazioni delle attività e delle tecniche produttive, parallele alle trasformazioni delle condizioni sociali e culturali, nascono e prendono forma le imprese industriali, le cui regole non sono quelle tradizionali dell'agricoltura. I problemi da affrontare, in particolare nel primo periodo dell'economia industriale, sono di ordine diverso rispetto a quelli del passato infatti:
- l'attività agricola è stagionale, ciclica mentre quella industriale è continua (ha cicli dell'ordine di ore, giorni, settimane, qualche mese e raramente va oltre);
- l'agricoltura è caratterizzata da produzioni molto diversificate, al contrario, l'industria si concentra nella produzione di un prodotto o al massimo in poche famiglie di prodotti simili per caratteristiche tecniche e materiali impiegati;
- il fabbisogno di mezzi finanziari è un ulteriore elemento di diversità dell'attività industriale rispetto a quella agricola, capitalismo industriale;
- la struttura organizzativa dell'attività industriale è molto complessa sia per la concentrazione in un unico luogo di macchine e capacità lavorative, sia perché essa genera costi di una natura e di una misura non prevedibili, come quelli direzionali, dei servizi della produzione, dei servizi commerciali, amministrativi, classificabili come "costi generali";
- la necessità, tipica dell'attività industriale, di attribuire una quota di tutti i costi generali ai prodotti realizzati e, in vista di una palese crescita del costo unitario dei prodotti (situazione del tutto nuova), alcune imprese scelgono la strategia dell'incremento delle quantità prodotte, poiché l'aumento della produzione certamente determina una riduzione della quota di costi generali da attribuire a ciascuna unità realizzata.

Nasce così la teoria dell'impresa, che nel corso degli anni, a partire dall'inizio del suo sviluppo, si trasforma continuamente per adeguarsi alle nuove esigenze produttive conseguenti soprattutto ai cambiamenti radicali avvenuti in seguito: prima alla scoperta e utilizzazione a scopi industriali del petrolio e dei suoi derivati e in cui si è affermata la grande impresa multinazionale, poi alla rivoluzione informatica o elettronica che ha determinato un ulteriore cambiamento nell'assetto gestionale dell'impresa, sempre più incentrato sulla pianificazione e sulla centralizzazione aziendale, sul controllo economico, sulla comunicazione aziendale, sulla ricerca per lo sviluppo.
La nuova cultura d'impresa, che si diffonde in particolare nel periodo del miracolo o boom economico, ha una matrice statunitense, con conseguente diffusione di espressioni come management, marketing, budget. In questi anni al vertice di molte imprese vengono chiamati i manager, professionisti della direzione aziendale. Nella nuova cultura d'impresa il principio del profitto, benché resti un obiettivo fondamentale, non è più l'unico, infatti l'impresa deve tendere a durare nel tempo, deve investire anche in ricerca e misurare non solo gli utili ma anche l'espansione della produzione, la conquista di nuovi segmenti di mercato, le potenzialità degli impianti, l'impatto ambientale, e deve anche tener conto delle aspettative dei lavoratori in termini di sicurezza e di retribuzione.
Tutto ciò impone l'elaborazione di strumenti nuovi, come i principi e le tecniche di pianificazione. I piani coprono tutta la gestione.
Successivamente, negli anni della robotica, una tecnologia, quella informatica o elettronica, e non più una risorsa, com'è stato nel passato prima col carbone, poi col petrolio, è stata determinante per sostituire alla cultura del meccanismo, quella del circuito. La tecnologia informatica, ormai, risulta incorporata in molti prodotti, modifica spesso il modo di produrre beni ed erogare servizi, incentiva lo sviluppo della piccola e media impresa grazie alla sua semplicità d'impiego, flessibilità di utilizzo e contenimento dei costi.
Gli stabilimenti industriali si presentano molto diversi da quelli del periodo precedente, poiché l'automazione dei processi produttivi riduce sia l'estensione delle aree destinate alle lavorazioni industriali, sia il numero degli addetti e delle macchine, sia, infine, il fabbisogno finanziario e, conseguentemente, il ricorso al credito bancario, particolarmente oneroso per l'impresa.
Ovviamente le imprese possono essere caratterizzate da monopolio (un solo detentore sul campo), da oligopolio (poche società, aziende e multinazionali che detengono il "potere economico") e tutti gli altri tipi di industrie e aziende caratterizzate dal loro tipo di classificazione e rapporto di concorrenza.